# Boninstormvogel
De Boninstormvogel (Pterodroma hypoleuca) is een vogel uit de familie van de stormvogels en pijlstormvogels (Procellariidae). 

## Verspreiding
Broedt in de noordelijke Grote Oceaan op de Japanse Bonin- en Vulkaan-eilanden en op enkele eilanden in het noordwesten van Hawaii.

## Status
De grootte van de populatie is in 2004 geschat op ongeveer één miljoen vogels. Op de Rode lijst van de IUCN heeft deze soort de status niet bedreigd.